# Donna Noble
Pour les articles homonymes, voir Noble (homonymie).
Donna Noble est un personnage fictif de la série télévisée de science-fiction britannique Doctor Who, interprété par Catherine Tate (voix VF Carole Baillien). Ses parents sont Geoffrey et Sylvia Noble, son grand-père Wilfred Mott. Secrétaire dans le district de Chiswick à Londres, elle est l'un des compagnons du Docteur, apparaissant dans la dernière scène du dernier épisode de la deuxième saison, intitulé Adieu Rose, et dans l'épisode spécial de Noël Mariage de Noël. Le personnage est revenu pour l'intégralité de la quatrième saison en tant que compagnon exclusif du Docteur et fera son grand retour pour les 60 ans de la série en 2023.

## Histoire du personnage

### Le Mariage de Noël(Noël 2006)
Dans les premiers épisodes où elle apparaît, Donna Noble est secrétaire intérimaire à H.C. Clements, à Londres, une firme spécialisée dans les valeurs mobilières dont l'histoire est liée à celle de l'institut Torchwood.
À Noël, le jour de son mariage, elle apparaît accidentellement dans le TARDIS en raison des particules Huon qu'elle a subrepticement ingérées à cause de son fiancé, Lance Bennett, aux ordres de l'impératrice des Racnoss. Elle aide le Docteur à la combattre, mais décline sa proposition de voyager avec lui - elle est effrayée non seulement par l'imprévu, le danger de telles expéditions, mais également, dans une certaine mesure, par le Docteur lui-même. Après l'avoir vu tuer l'ensemble des Racnoss, elle l'invite à se trouver un nouveau compagnon qui lui servirait de « boussole morale », lui indiquant quand il va trop loin et à quel moment s'arrêter. Plus tard, dans l'épisode Le Choix de Donna, on voit que le Docteur aurait été tué dans les sous-sols d'H.C Clements à cause de l'infiltration de la Tamise (provoquée par le Docteur pour tuer les bébés Racnoss) si Donna ne lui avait pas demandé de s'en-aller à temps.

### Saison 4 (2008)
Donna réapparaît en avril 2008 dans le premier épisode de la saison quatre, Le Retour de Donna Noble. Elle ne supporte plus sa vie routinière et rêve d'une vie plus aventureuse. Elle regrette notamment d'avoir refusé la proposition du Docteur et cherche à le retrouver en étudiant tous les phénomènes étranges qu'elle peut observer : ovnis, abeilles qui disparaissent... Alors qu'elle se renseigne sur Mlle Foster et Adipose Industries, le Docteur a la même idée et tous deux se trouvent réunis. Donna le rejoint dans le TARDIS en tant que compagne.
Dès le début, elle lui fait clairement comprendre qu'elle ne tombera jamais amoureuse de lui comme cela a pu être le cas pour Martha Jones ou encore Rose Tyler. Dans l'épisode La Chute de Pompéi, Donna se retrouve devant un cas de conscience et discute sans cesse avec le Docteur pour savoir s'ils doivent sauver ou au moins prévenir les habitants du réveil imminent du volcan. Finalement, ils se trouvent forcés de provoquer l'éruption, choisissant de détruire la ville pour sauver la Terre entière. Ils s'échappent dans le TARDIS, laissant derrière eux une famille avec qui ils avaient sympathisé. Donna parvient finalement à persuader le Docteur de retourner les sauver. Le Seigneur du Temps admet plus tard que Donna avait raison, et que seul il ne prend pas toujours les meilleures décisions.
Donna est la compagne du Docteur pendant les treize épisodes de la saison quatre. Son retour s'accompagne de celui de son grand-père, Wilfred Mott, joué par Bernard Cribbins, et de celui de sa mère, Sylvia Noble, interprétée par Jacqueline King (en). Au cours de ses voyages, Donna rencontre les Racnoss, les Adiposes, les Pyroviles, les Oods, les Sontariens, les Haths, les Vespiforms, les Vashta Nerada, les Judoon, les membres de la Proclamation de l'Ombre et enfin les Daleks.
Dans le final de la saison 4, La Fin du voyage, le Docteur utilise la main qu'il conservait dans un bocal à bord du TARDIS pour se régénérer tout en gardant la même apparence. Plus tard dans l'épisode, alors que les Daleks s'apprêtent à brûler Donna et le TARDIS, elle touche cette main et « donne naissance » à un autre Docteur moitié humain/moitié Seigneur du Temps, qui récupère au passage un peu de la personnalité de Donna (sa façon de parler, notamment) mais reste identique au « vrai » Docteur. Cela s'avère finalement être un transfert bidirectionnel : Donna acquiert un esprit de Seigneur du Temps (ses souvenirs et expériences) le temps de réaliser ainsi une des prophéties des Oods qui parlaient du « Docteur-Donna ». Mais son corps ne peut pas le supporter (l'accélération neuronale, nécessaire pour compenser contenu et capacité d'un véritable esprit de Seigneur du Temps, la consume), et le Docteur est obligé d'effacer sa mémoire pour la protéger. Il la ramène à son grand-père et à sa mère en leur interdisant formellement de lui dire quoi que ce soit à son sujet : si Donna se souvenait de ce qu'elle a vécu, son esprit ne le supporterait pas et brûlerait.

### La Prophétie de Noël(Noël 2009 - Nouvel An 2010)
Quelques années plus tard, dans La Prophétie de Noël, Donna s'apprête à se marier avec son nouveau fiancé, Shawn Temple. Parallèlement aux nombreux événements qui se trament, sa part de « Seigneur du Temps » agit dans son subconscient, et aide sans le savoir le Docteur à retrouver la trace du Maître. Au cours de l'épisode, elle manque de se remémorer tragiquement ses aventures avec le Docteur, mettant sa vie en péril. Sauvée par un mécanisme de défense qu'il lui avait laissé, elle se marie finalement quelques mois plus tard. En guise d'adieu, le Docteur offre à sa mère et à son grand-père un ticket de loto acheté avec de l'argent emprunté à son défunt père.

### Épisodes Spéciaux60eAnniversaire (2023)
Annoncée au casting des épisodes spéciaux célébrant le 60e anniversaire de la série, Donna reviendra en 2023 au côté du quatorzième Docteur, à nouveau joué par l'acteur David Tennant. Ils seront accompagnés par un nouveau personnage, Rose Temple-Noble, la fille de Donna.

## Personnalité
La vive réaction de Donna (cri et mouvement de recul) lorsqu'elle apparaît dans le TARDIS surprend aussi le Docteur. Donna l'accuse violemment de l'avoir kidnappée. Il semble au début la trouver assez antipathique ; il souhaite ironiquement « bonne chance » à Lance pour le mariage, et lui rappelle plus tard qu'il a promis « respect et obéissance ». Le producteur de la série, Russell T Davies, a un temps écarté Donna comme potentielle compagne à plein temps du Docteur en raison de sa personnalité abrasive.
Le Docteur note innocemment que Donna n'est ni spéciale, ni importante, ni intelligente. Elle n'est pas plus au courant de l'invasion des Sycorax que de la bataille de Canary Wharf, parce qu'elle avait la gueule de bois ou était en vacances. Au départ, Donna montre peu d'intérêt pour les choses étranges qu'elle voit, comme le TARDIS ou le robot Père Noël, les voyant comme un obstacle à son mariage. Même lorsqu'elle comprend que c'est sérieux et que Lance l'interroge sur ce qu'il convient de faire, elle pense uniquement à fixer une nouvelle date de mariage. Lorsque la duplicité de Lance à son égard est révélée, il lui révèle qu'il la tient pour une femme stupide dont les bavardages et la conversation sont insupportables.
Malgré donc sa relative indifférence, elle fait peu à peu de plus en plus confiance au Docteur et n'hésite pas à le suivre lorsqu'il enquête sur ses employeurs à H.C. Clements et quand il rencontre finalement l'impératrice des Racnoss. À la fin de l'épisode, elle décide de faire quelque chose de sa vie, « de marcher pieds-nus dans la poussière », de voyager.
Si elle s'est montrée crédule à l'égard de Lance, Donna a très vite réussi à cerner le Docteur, et ses remarques à son égard sont souvent justes. Elle s'effraie de la façon impitoyable avec laquelle il a agi, restant sans ciller à observer la chute des Racnoss. Elle dit également, lors de la mort de Lance, que c'est bien fait pour lui (il a essayé de la faire tuer) ; mais se reprend immédiatement et déclare que personne ne mérite un tel sort.
Donna a peu confiance en elle et, si elle peut compter sur le soutien de son grand-père Wilfred, sa mère Sylvia n'a pas la même attitude et se montre très critique envers elle.
Lors de sa deuxième rencontre avec le Docteur, Donna révèle qu'il lui a ouvert les yeux au sujet des merveilles de l'univers. Elle montre des qualités certaines d'investigatrice, se servant de son expérience de secrétaire et de ses qualifications bureautiques. Elle s'en sert dans Le Retour de Donna Noble, où elle réussit à découvrir ce que manigance Adipose Industries ; dans A.T.M.O.S., quand elle précise que quelque chose cloche à propos des ouvriers, aucun d'eux ne prenant jamais de jour de congé ou d'arrêt maladie ; ou dans La Fille du Docteur, où elle étudie et comprend la signification des chiffres gravés au-dessus des portes, etc.
Toujours dans le même épisode, Donna affirme à Martha Jones qu'elle souhaite (comme Rose Tyler avant elle) voyager avec le Docteur pour toujours, devenant le deuxième compagnon à exprimer ce désir. En effet, elle admet qu'elle ne se voit pas retourner à une vie normale après tout ce qu'elle a vu. Mais même si elle veut voyager dans le temps, Donna ne tient pas à connaitre son futur : elle ne croit pas les prophéties de Pompéi, abandonne sa chance de lire le journal de River Song et accepte de se faire dire la bonne aventure dans Le Choix de Donna uniquement parce que la jeune voyante insiste.

## Production et publicité
Catherine Tate, l'actrice qui incarne Donna, avait le statut de compagne dans l'équipe de production longtemps avant son apparition officielle.